# Wendezug
Ein Wendezug, in der Schweiz Pendelzug, aus der englischen Sprache übernommen auch Push-Pull-Zug, ist ein Zug, bestehend aus einem oder mehreren Triebfahrzeugen und Wagen, der an beiden Enden einen Führerstand besitzt und je nach Fahrtrichtung vom einen oder anderen Führerstand aus geführt werden kann. Statt eines Triebfahrzeugs können sich an einem oder beiden Enden antriebslose Steuerwagen befinden. Der Vorteil eines Wendezuges besteht darin, dass bei einem Fahrtrichtungswechsel das Triebfahrzeug, das heißt die Lokomotive oder der Triebwagen, nicht umgesetzt werden muss.

## Konzepte
Bei Wendezügen können die Triebfahrzeuge unterschiedlich eingereiht werden:
| Fahrzeuge an den Zugenden     | Diagramm | Beschreibung |
| ----------------------------- | -------- | --- |
| Triebfahrzeug und Steuerwagen |          | An einem Zugende befindet sich ein Triebfahrzeug und am anderen Ende ein Steuerwagen, mit dem das Triebfahrzeug ferngesteuert werden kann. Der Zug wird in der einen Richtung mit dem Steuerwagen voraus geschoben |
| Zwei Triebfahrzeuge           |          | An beiden Zugenden befindet sich ein Triebfahrzeug, wobei das in Fahrtrichtung hintere Triebfahrzeug vom vorderen ferngesteuert wird. Diese Konfiguration wird umgangssprachlich auch als Sandwich bezeichnet.     |
| Zwei Steuerwagen              |          | An beiden Zugenden befinden sich Steuerwagen, mit denen das Triebfahrzeug im Zug ferngesteuert wird. Diese Variante wird im Abschnitt Wendezüge mit zwei Steuerwagen behandelt.                                    |

Für die Fernsteuerung mit einem Steuerwagen müssen Triebfahrzeug und Steuerwagen mit demselben System der Wendezugsteuerung beziehungsweise Vielfachsteuerung (Schweiz) ausgerüstet sein.

## Vorteile

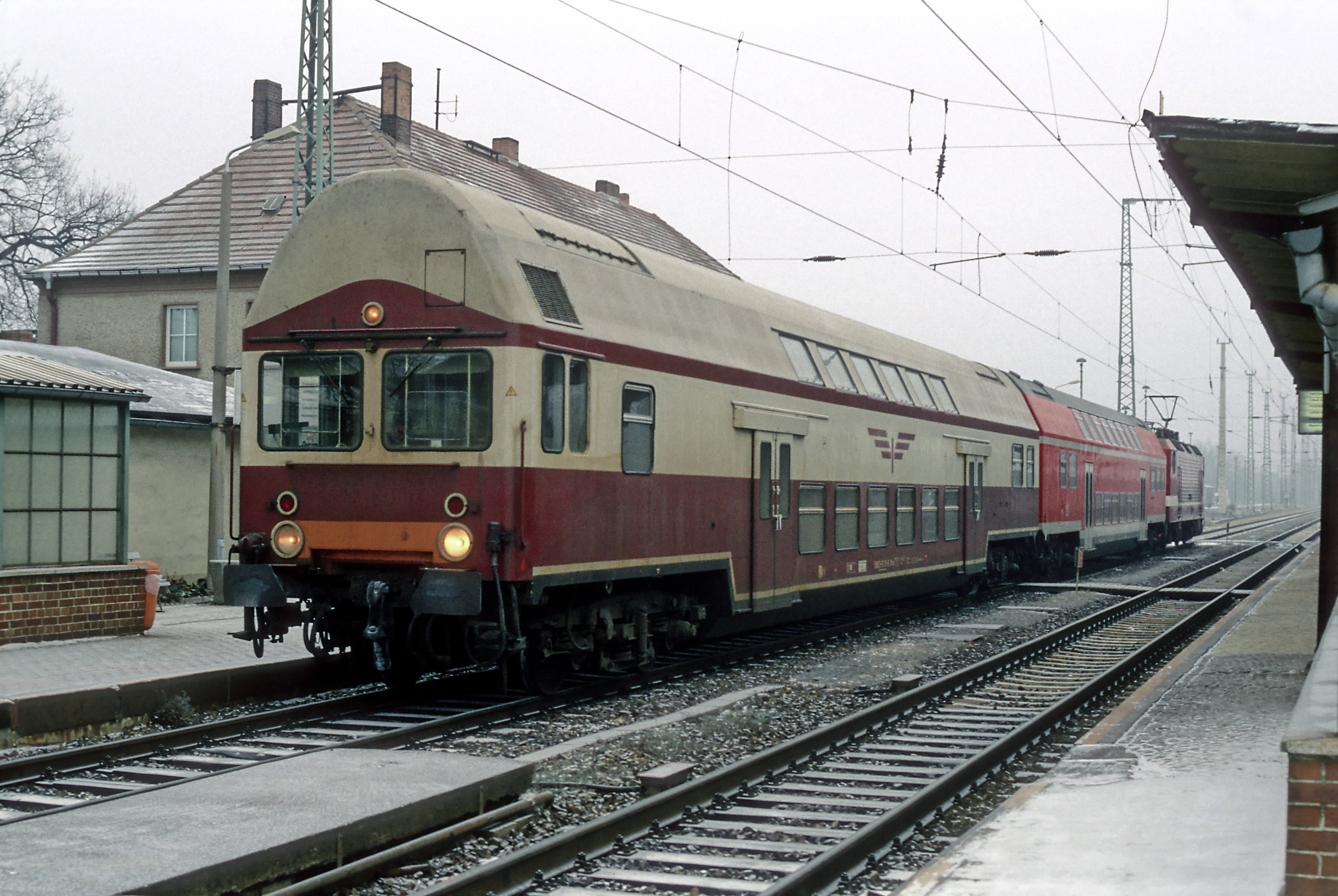
Doppelstock-Wendezug in Calau (1997)

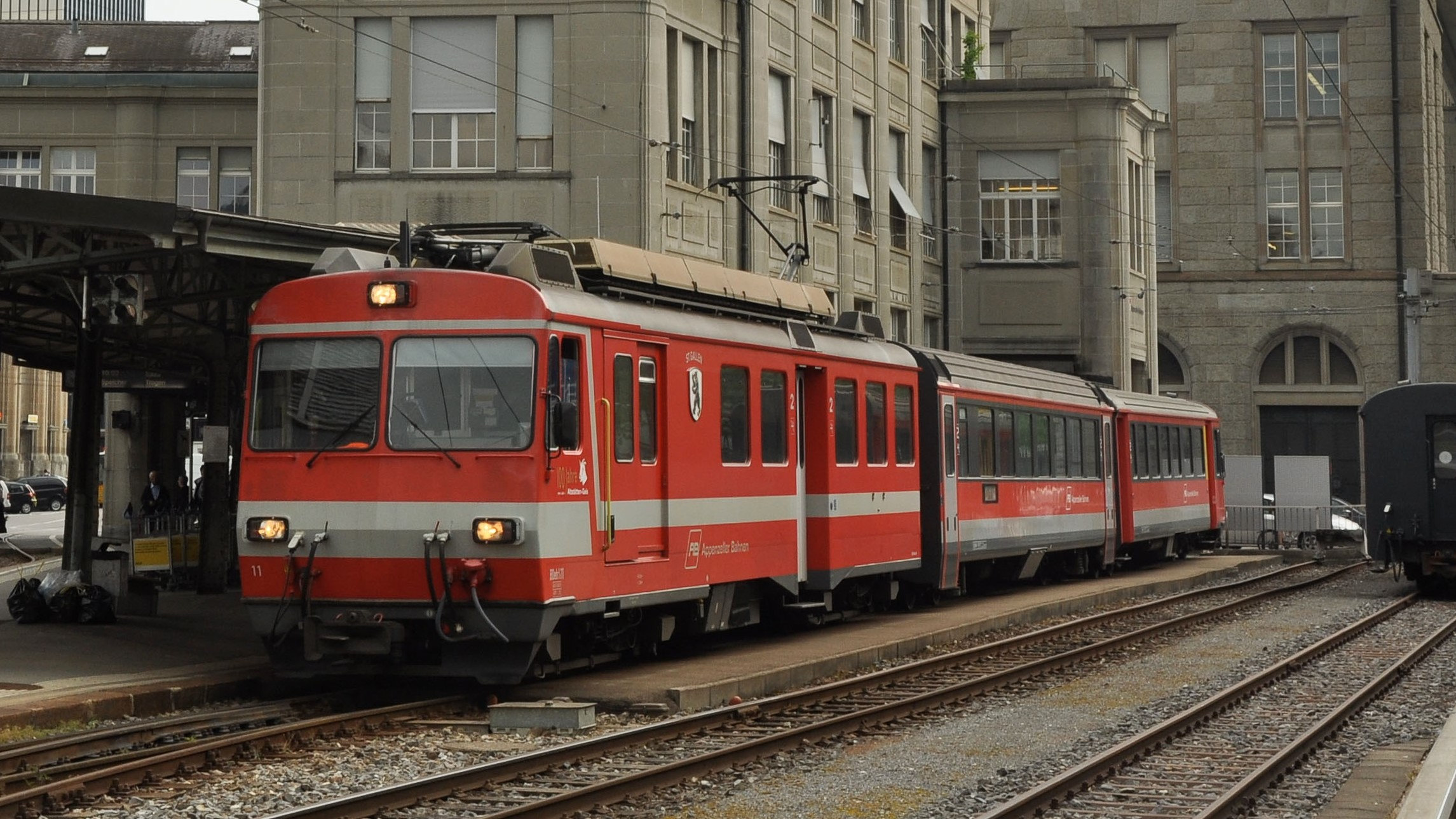
Wendezug der Appenzeller Bahnen im Endbahnhof St. Gallen (2011)

Wendezüge ermöglichen an Kopf- oder Wendebahnhöfen eine schnellere Änderung der Fahrtrichtung, da die Lokomotive am jeweiligen Ende des Zuges verbleiben kann und somit keine Rangierfahrten erforderlich sind.
Wendezüge können im Vergleich zu Triebzügen einfacher an den Bedarf angepasst werden. Triebzüge sind mit eigenem Antrieb versehene, betrieblich nicht trennbare Einheiten aus mehreren Fahrzeugen, während Wendezüge betrieblich in ihre einzelnen Fahrzeuge aufgelöst werden können. Sie benutzen standardisierte Reisezugwagen, wie sie auch in regulären lokbespannten Zügen zum Einsatz kommen. Wendezüge können somit einfacher an Veränderungen der Nachfrage angepasst werden. Dies verschafft den Betreibern strategische Vorteile, da längerfristig nicht mehr benötigte Lokomotiven und Zwischenwagen auf dem Markt für Gebrauchtfahrzeuge angeboten werden können. Überzählige Triebzüge hingegen sind schwerer zu vermitteln, da sie häufig speziell auf ihr ursprüngliches Einsatzgebiet ausgelegt sind.

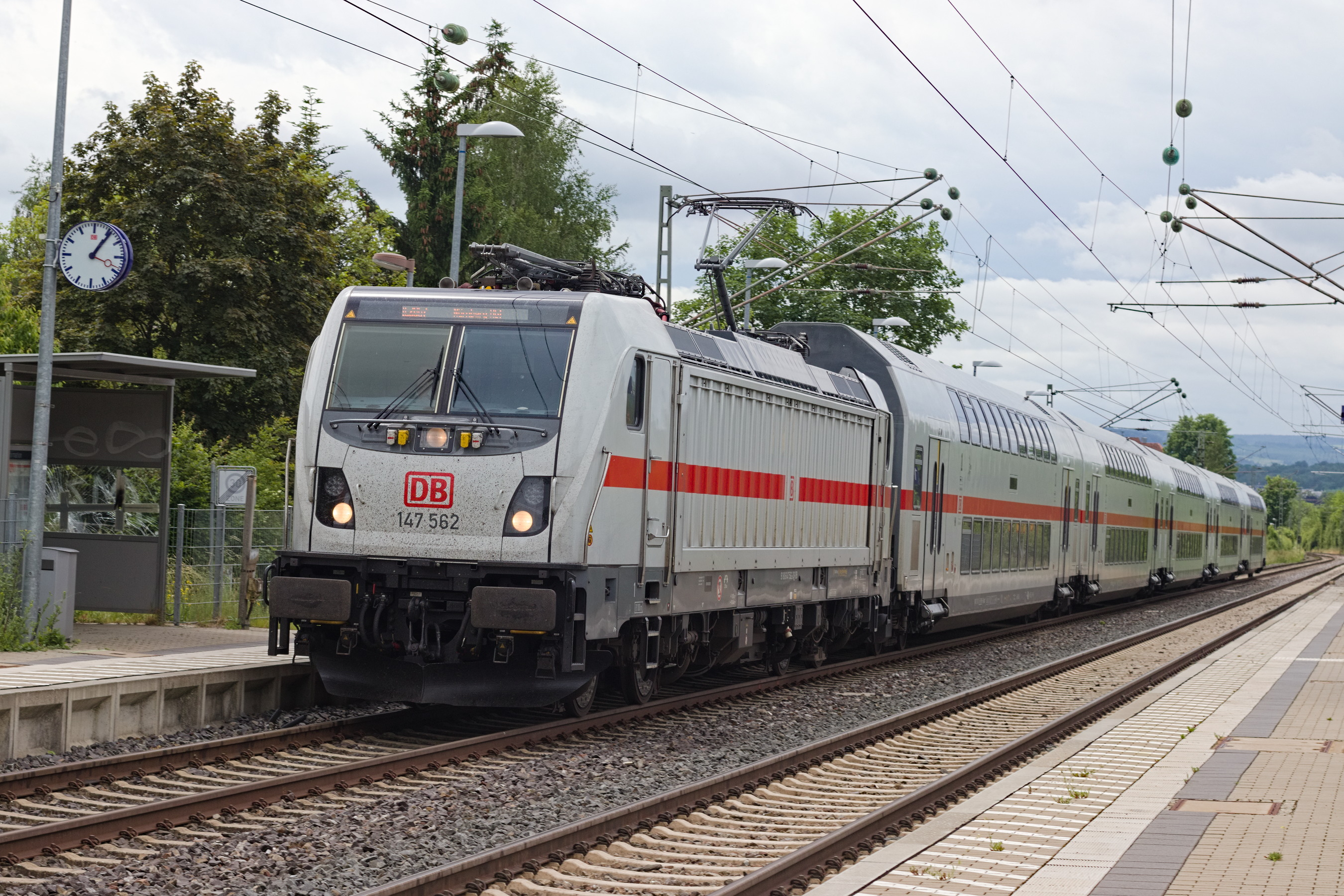
Intercity 2 der Deutschen Bahn mit 468 Sitzplätzen (2019)

Doppelstöckige Wendezüge bieten ab etwa 200 Sitzplätzen Vorteile gegenüber doppelstöckigen Triebzügen. Dies liegt daran, dass bei der üblichen Fahrzeugbegrenzungslinie G1 der Einbau der Antriebsaggregate in Doppelstocktriebzügen zu Lasten von Sitzplätzen geht. Bei einem einstöckigen Wendezug sind ab etwa 400 Sitzplätzen sowohl die Masse pro Sitzplatz als auch die Lebenszykluskosten im Vergleich zu einem Triebzug günstiger. Dies ist darauf zurückzuführen, dass die Kosten der Lokomotive auf eine größere Anzahl von Wagen umgelegt werden können.
Während früher vorwiegend Nahverkehrszüge als Wendezüge betrieben wurden, sind seit der Jahrtausendwende in Deutschland, der Schweiz und weiteren Ländern auch im Fernverkehr Wendezüge im Einsatz. Dies ermöglicht, mit weniger Zügen eine höhere Anzahl an Fahrten zu realisieren. Zudem entfällt die Notwendigkeit, Rangiergleise und Rangierer vorzuhalten.
Lokomotivbespannte Wendezüge eignen sich gut für den klassischen Regional- und Fernverkehr, während Triebzüge vorteilhaft sind, wenn hohe Beschleunigungen gefordert werden oder hohe Geschwindigkeiten erreicht werden müssen. Die Triebzüge erreichen höhere Beschleunigung im Vergleich zu Wendezügen, da sie in der Regel über mehr angetriebene Achsen als ein Wendezug verfügen, sodass größere Zugkräfte auf die Schienen übertragen werden können. Im Hochgeschwindigkeitsverkehr bieten Triebzüge ebenfalls Vorteile, da die schwere Traktionsausrüstung auf mehrere Fahrzeuge verteilt ist. Dies führt zu geringeren Achslasten im Vergleich zu einer einzigen Lokomotive, was höhere Geschwindigkeiten in Kurven ermöglicht.
Wartungstechnisch bieten Wendezüge den Vorteil, dass nicht der gesamte Zug gleichzeitig zur Wartung geschickt werden muss. Zudem können die Wartungsintervalle individuell an die jeweiligen Fahrzeuge angepasst werden. Lokomotiven und Steuerwagen erfordern häufigere Wartungsarbeiten als Zwischenwagen, was eine flexible und effiziente Instandhaltung ermöglicht. Im Vergleich zu Triebzügen sind Lokomotiven einfacher zu warten, da sich die Traktionsausrüstung gut zugänglich in einem Maschinenraum befindet. Bei Triebzügen hingegen ist die Ausrüstung meist unterflur oder auf dem Dach angeordnet, was die Wartung erschwert. Wendezüge können auch in kürzeren Wartungshallen gewartet werden, da sie in einzelne Fahrzeuge zerlegt werden können. Im Gegensatz dazu benötigen Triebwagen stets Wartungsgleise, die so lang sind wie der gesamte Triebzug, es sei denn, man möchte auf die betrieblich nicht vorgesehenen und komplizierten Trennungen der Fahrzeuge zurückgreifen.

## Geschichte

### Wendezüge mit Dampflokomotiven

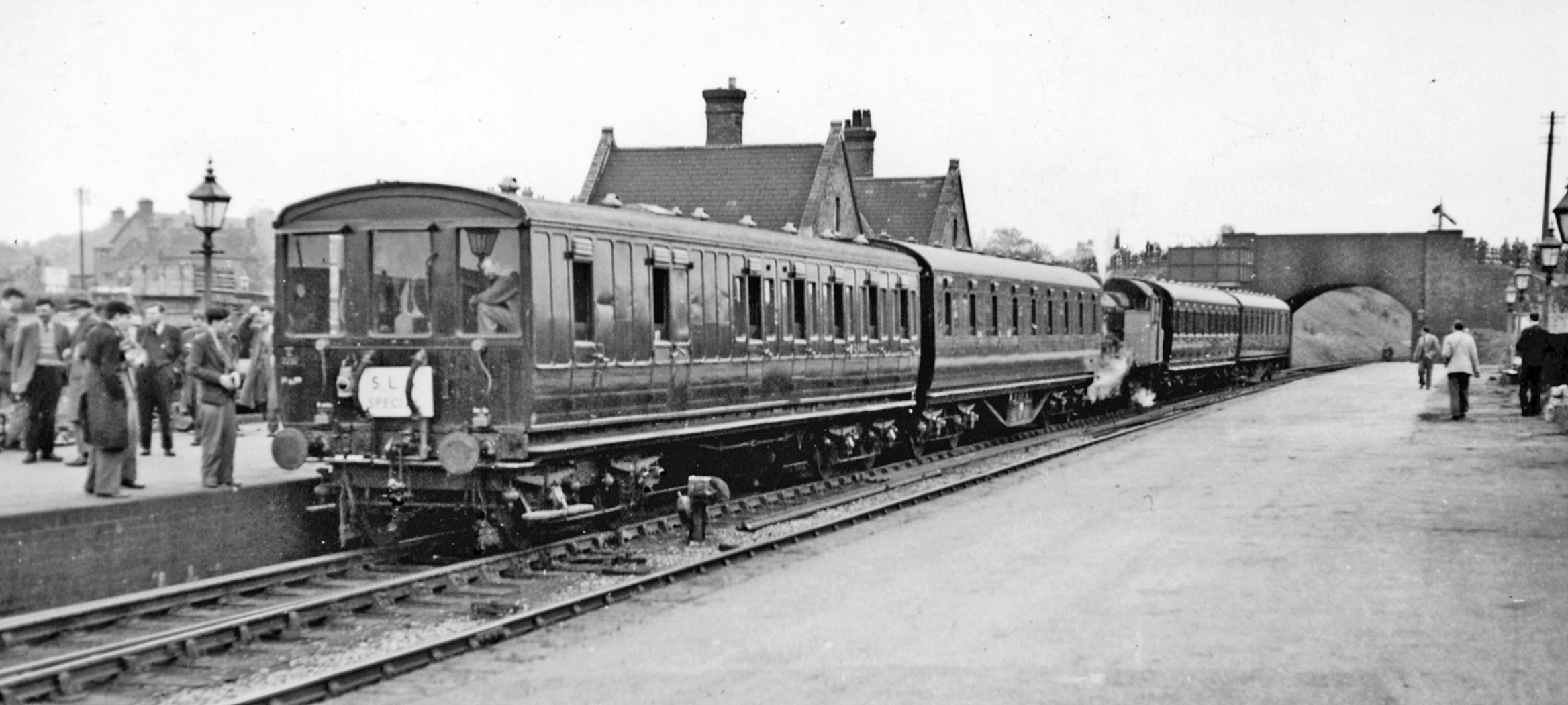
Autotrain mit Dampflok in der Mitte des Zuges

In England setzte die London and South Western Railway (LSWR) bereits um 1905 dampflokbespannte Wendezüge ein, wobei der Regler der Lokomotive über mechanische Einrichtung vom Steuerwagen aus bedient wurde. Der Lokführer auf dem Steuerwagen konnte zudem über ein Klingelsystem mit dem auf der Lok verbliebenen Heizer kommunizieren, der sowohl das Feuer unterhielt als auch die Steuerung und die Sandstreuenrichtung bediente. Die mechanische Reglersteuerung erlaubte nur zwei Autocoach genannten Steuerwagen pro Lokomotivseite; die Steuerwagen konnten auch als Zwischenwagen eingesetzt werden. Dadurch war es möglich, Wendezüge mit Steuerwagen an beiden Zugenden zu bilden, sodass sich die Lokomotive in der Mitte des Zuges befand.
Die von der London, Brighton and South Coast Railway (LB&SCR) entwickelte Wendezugsteuerung, die mit Druckluft arbeitete, ermöglichte den Einsatz von zwei Zwischenwagen zwischen der Lokomotive und den Steuerwagen, sodass sich die Lokomotive in der Mitte des Zuges befand. Noch in den 1950er Jahren verkehrten Züge mit sechs Wagen und einer Tenderlokomotive der LSWR-Klasse M7 in der Mitte des Zuges. Die als Autotrains bezeichneten Wendezüge, wurden von mehreren Bahnen im Vorortsverkehr von London und auf Nebenstrecken eingesetzt.
Britische Bahnen, die die Saugluftbremse einsetzten, wie zum Beispiel die Midland Railway (MR), die London, Midland and Scottish Railway (LMS) und die London and North Eastern Railway (LNER) setzten Steuerungen ein, die mit Vakuum arbeiteten.
In Frankreich verkehrten ab 1933 in Vorortsverkehr von Paris Züge der Chemins de fer de l’État (ETAT), die aus Doppelstockwagen und Tenderlokomotiven der Baureihe État 42 001–42 020, ab 1938 SNCF 141 TC, gebildet wurden.
Die ersten Wendezüge in Deutschland waren die ab Mai 1936 von der Lübeck-Büchener Eisenbahn eingesetzten Doppelstock-Stromlinienzüge. Die speziell für diesen Einsatz gebauten Tenderlokomotiven der späteren Baureihe 60 waren mit einer Stromlinienverkleidung versehen und konnten vom Lokführer am anderen Zugende ferngesteuert werden.
In den 1950er Jahren rüstete die Deutsche Bundesbahn mehrere Dampflokomotiven der Baureihen 38 und 78 mit einer indirekten Wendezugsteuerung aus, um sie beispielsweise im Wendezugbetrieb zwischen Frankfurt und Wiesbaden einzusetzen. Der Lokomotivführer im Steuerwagen konnte hierbei nur die Zugbremse direkt bedienen. Die Befehle zum Beschleunigen oder Beibehalten der Geschwindigkeit gab er über eine Klingelleitung oder Gegensprechanlage an einen besonders geschulten Heizer weiter, der den Regler und die Steuerung bediente. Das System ist mit einem Maschinentelegrafen auf einem Dampfschiff vergleichbar.

### Elektrische Wendezüge

Pendelzug mit Ce 4/6 und Ft 16021, der versuchsweise als Steuerwagen eingesetzt wurde (1924)

Wendezüge und die dafür erforderliche Vielfachsteuerung haben insbesondere in der Schweiz eine lange Tradition. Dies liegt daran, dass die Steuerung von Wendezügen mit elektrischer Signalübertragung einfacher umzusetzen ist, weshalb sie bereits früh und mit geringem Mehraufwand eingebaut werden konnte. Die ersten Steuerwagen für Pendelzüge wurden 1906 von der Martigny–Châtelard-Bahn (MC) beschafft. 1921 bestellten die SBB die ersten Triebwagen Ce 4/6 mit der Absicht, diese im Sandwichbetrieb oder mit Steuerwagen in Pendelzügen einzusetzen. Nach erfolgreichen Versuchen nach der Ablieferung 1923 wurden ab 1927 zusätzlich Gepäcktriebwagen Fe 4/4 mit derselben Vielfachsteuerung in Betrieb genommen. Heute werden in der Schweiz fast alle Reisezüge von Pendelzüge oder Triebzüge gebildet.
In Deutschland wurden 1939 die Elektrolokomotive E 04 23 für den Wendezugbetrieb ausgerüstet und bis 1945 auf den Münchener Vorortbahnen erprobt.

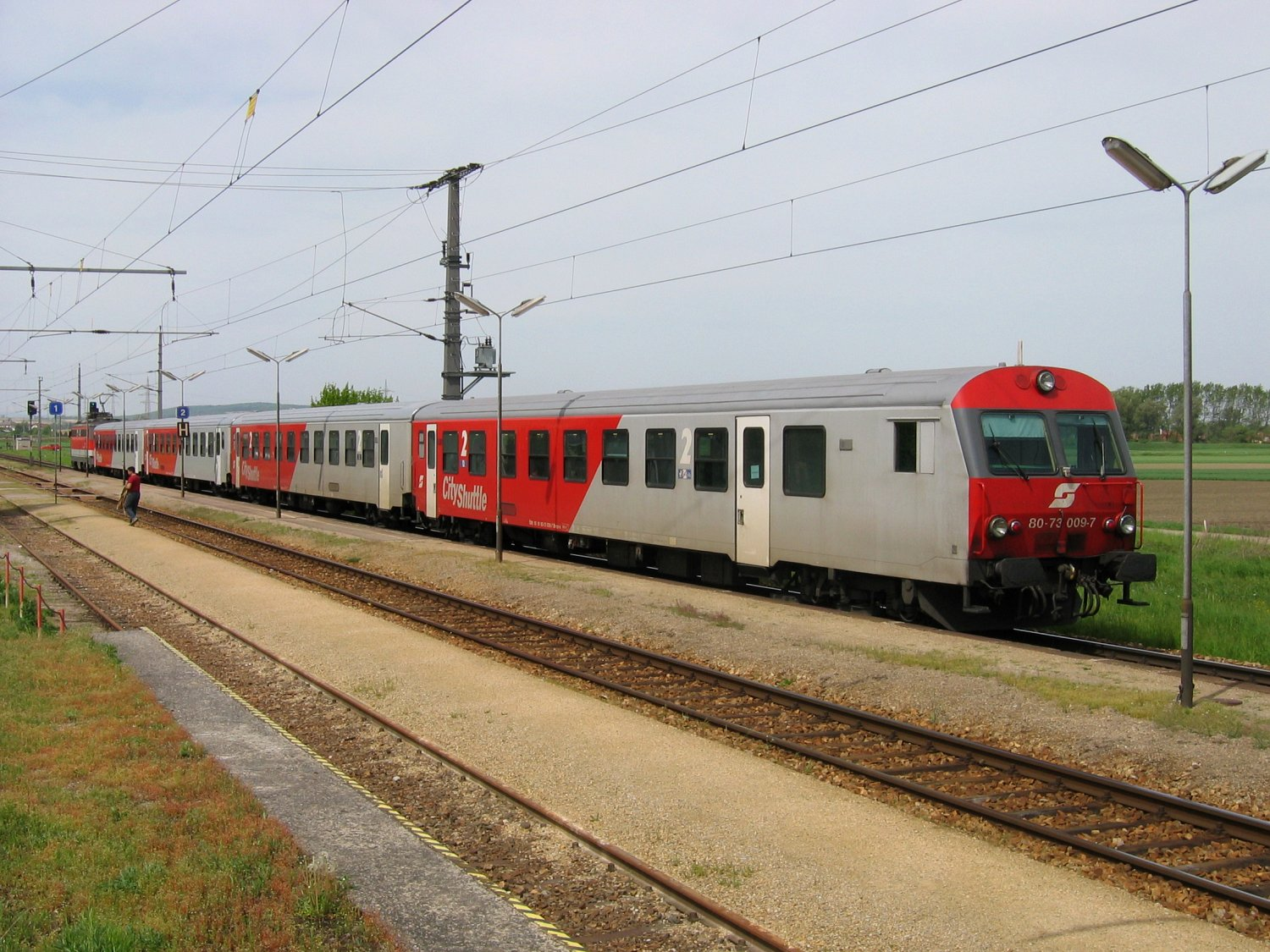
CityShuttle-Wendezug der ÖBB in Michelhausen, Niederösterreich (2004)

Das Aufkommen der leistungsabhängigen und damit indirekten Fahrstufenansteuerung elektrischer Triebfahrzeuge in den 1950er Jahren führte eine neue Generation von Fernsteuerungen ein. Die Fernsteuerung wurde vereinfacht, da nun ausschließlich übergeordnete Steuerbefehle an das Triebfahrzeug gesendet werden mussten. Diese Form der Fernsteuerung muss nicht mehr auf alle fahrzeugspezifische Besonderheiten eingehen, da der Aufschaltvorgang des Triebfahrzeugs nicht mehr direkt von den Befehlen der Fernsteuerung eingeleitet wurde. Anstatt die genaue Stellung des Stufenschalters vorzugeben, genügte es, vorzugeben, ob Stufen auf- oder abgeschaltet werden sollten. Diese Befehle wurden von der Steuerung des Triebfahrzeugs umgesetzt, sobald die Bedingungen dafür dies zuließen. Die Ansteuerung verschiedener Fahrzeugtypen von den Steuerwagen aus wurde erleichtert, da Steuerung nicht mehr an die Anzahl der Fahrstufen des zu steuernden Triebfahrzeugs gebunden ist, sondern ausschließlich an die Art der Ansteuerung. Obwohl die Signalübertragung weiterhin analog blieb, waren im Fernsteuerkabel weniger Adern für die Traktionssteuerung notwendig, wodurch Adern für zusätzliche Funktionen frei wurden.
Die Einführung von Mikroprozessorsteuerungen in den Triebfahrzeugen führte zur nächsten Generation von Fernsteuerungen. Die Software konnte leicht erweitert werden, sodass die Steuerbefehle des Fernsteuerkabels vom Triebfahrzeug umgesetzt werden konnten. Heute ausgelieferte Triebfahrzeuge sind meist fernsteuerbar oder zumindest dafür vorbereitet. Ältere Systeme verwenden eine elektrische Datenübertragung im Multiplexverfahren. Neuere Systeme verwenden den Wire Train Bus (WTB), der mit der Übertragung von Telegrammen arbeitet.

## Wendezüge mit zwei Steuerwagen

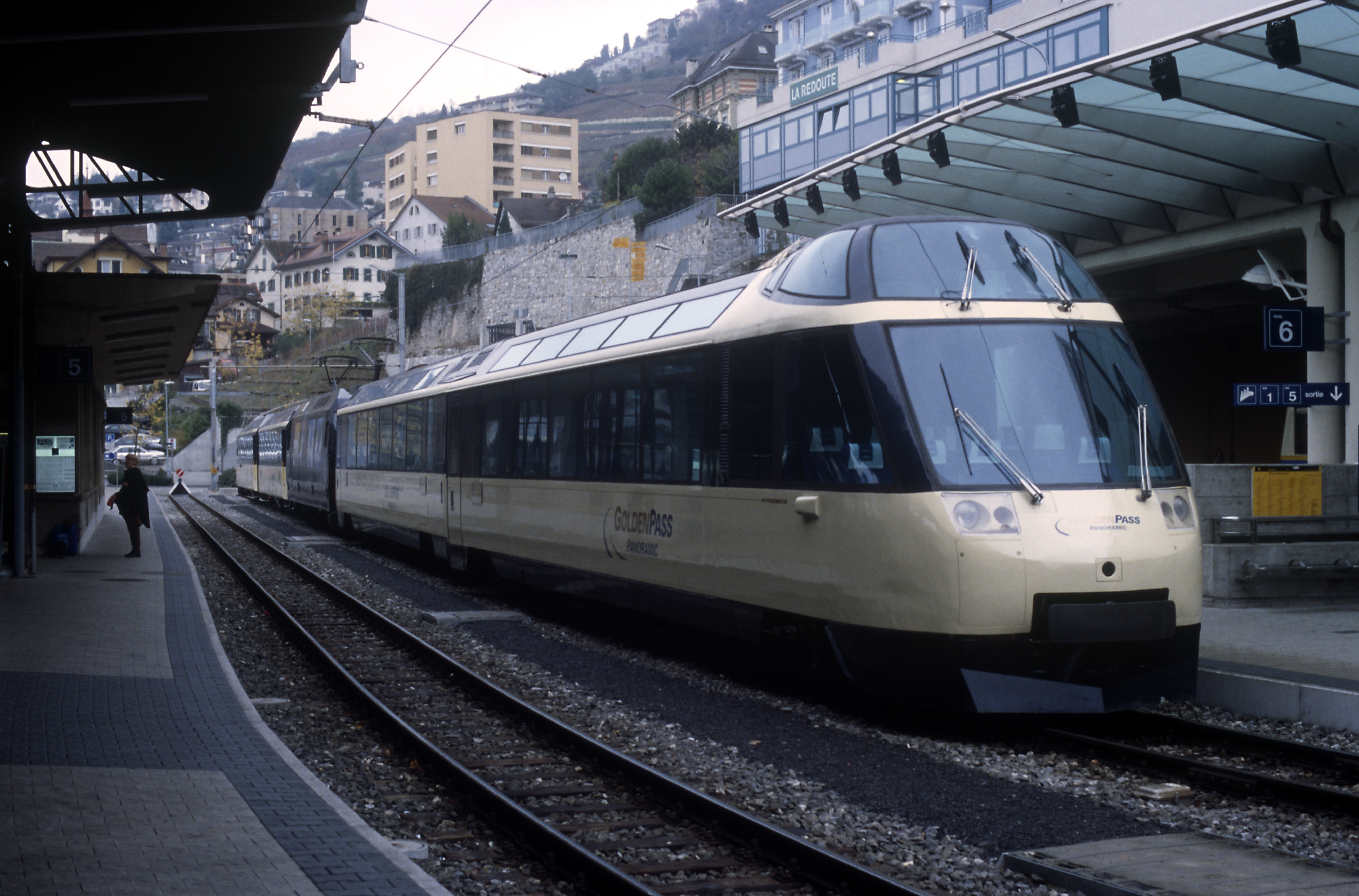
Golden-Pass der MOB mit zwei Panorama-Steuerwagen

Wendezüge mit dem Triebfahrzeug innerhalb des Zuges und Steuerwagen an beiden Enden sind eher selten, wurden jedoch im Vorortsverkehr von London bereits mit Dampflokomotiven eingesetzt. Ein Beispiel für eine Anwendung in Deutschland sind die Züge der S-Bahn München, die während der Olympischen Sommerspiele 1972 auf der Sonderlinie S25 zwischen dem Bahnhof München Ost und dem Bahnhof München Olympiastadion verkehrten. Die vier eingesetzten Züge bestanden aus jeweils zwölf bis vierzehn n-Wagen. Da im Wendezugbetrieb maximal zehn Wagen vor der Lokomotive laufen durften, waren diese Züge an beiden Enden mit je einem Steuerwagen versehen, während die Lokomotive der Baureihe 140 mittig eingereiht war. Die Deutsche Reichsbahn war beim Wendezugbetrieb deutlich restriktiver und ließ nur 28 Achsen vor der Lokomotive zu. Bei der S-Bahn Rostock verkehrten in den ersten Jahren Wendezüge aus zwei vierteiligen Doppelstockeinheiten, bei denen die Lokomotive der Baureihe 118 in Zugmitte lief.

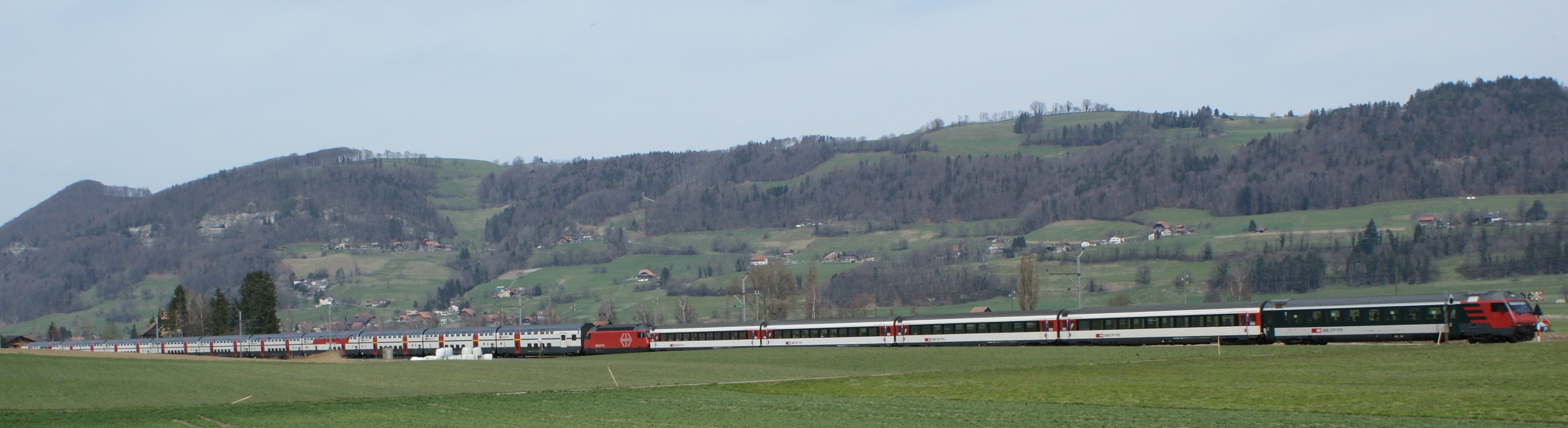
Verstärkungsmodul an einem doppelstöckigen Intercity der SBB

In der Schweiz verstärken die SBB ihre doppelstöckigen InterCity-Pendelzüge bei hohem Fahrgastaufkommen mit Modulen, die aus Einheitswagen IV, einem Steuerwagen und manchmal einer zusätzlichen Lokomotive bestehen. Bei der Montreux-Berner Oberland-Bahn (MOB) verkehren Wendezüge, die mit zwei Panorama-Steuerwagen ausgestattet sind, die den Reisenden durch die große Frontscheibe einen Blick auf die ermöglichen, während der Triebfahrzeugführer erhöht über den Reisenden sitzt.

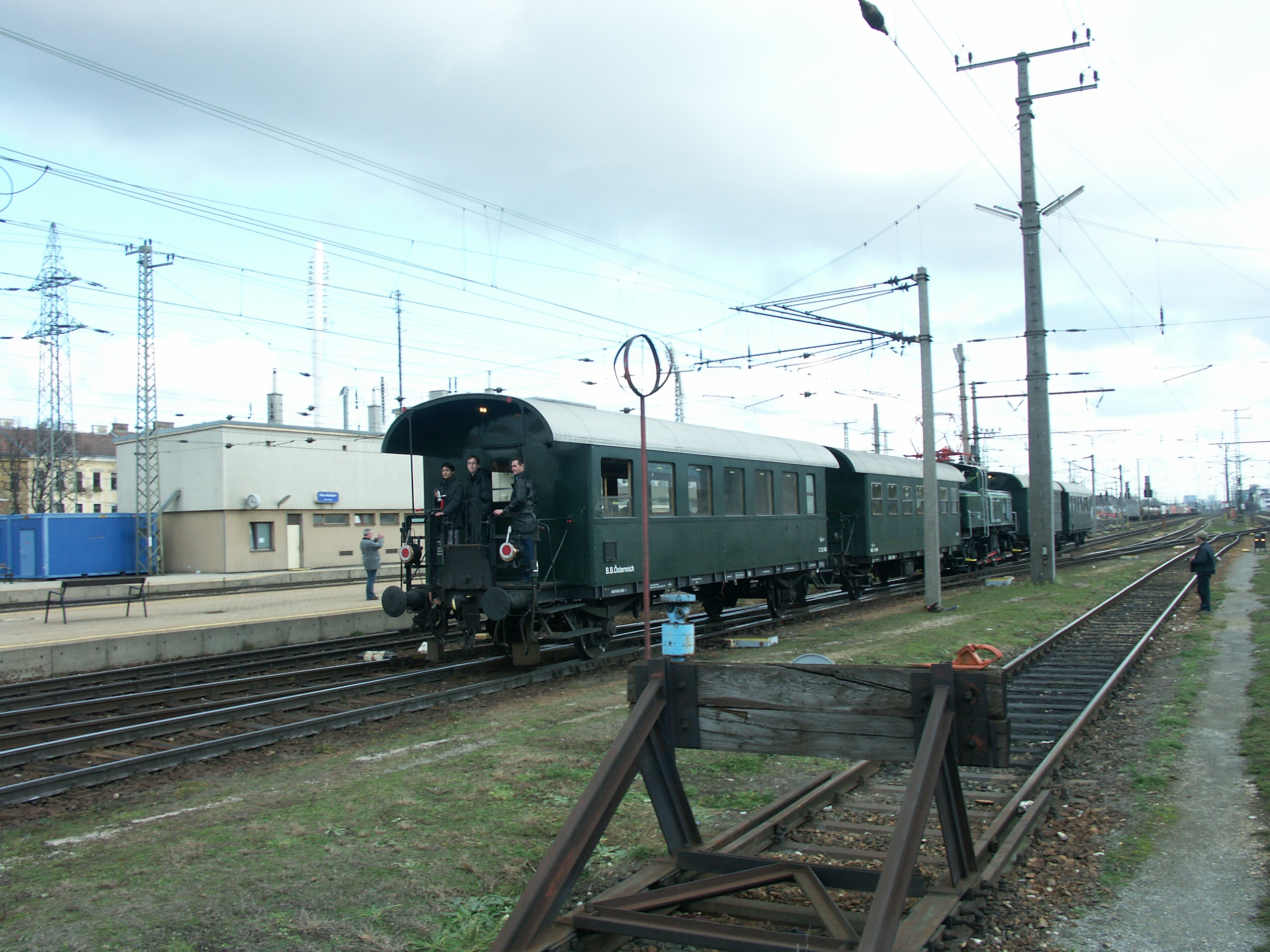
Ein aus historischen Gründen nachgestellter österreichischer Pendler im Jahr 2007, gezogen respektive geschoben von einer Maschine der Reihe 1062

In Österreich verkehrten als Nachfolger der Wiener Stadtbahn und Vorläufer der S-Bahn Wien im Umland der Hauptstadt früher sogenannte Pendler, offiziell als Kurzzug bezeichnet. Bei diesen Zügen lief eine kleinere Dampf-, Diesel- oder Elektrolokomotive zwischen zwei geschobenen, zweiachsigen Plattformwagen davor und weiteren zwei gezogenen dahinter.

## Güterverkehr

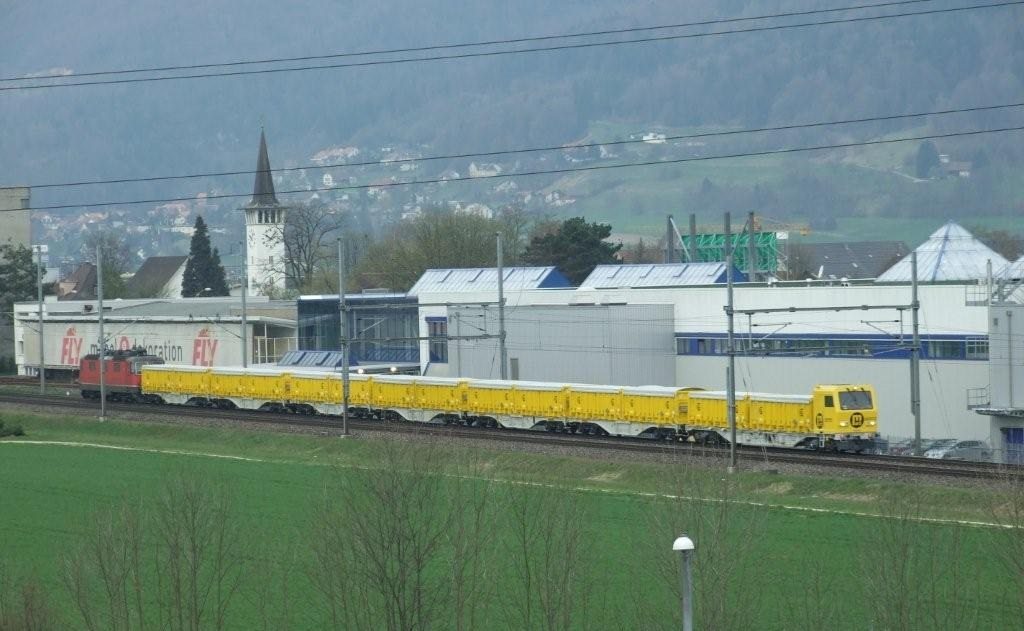
Cargo-Pendelzug im Einsatz für eine Baufirma

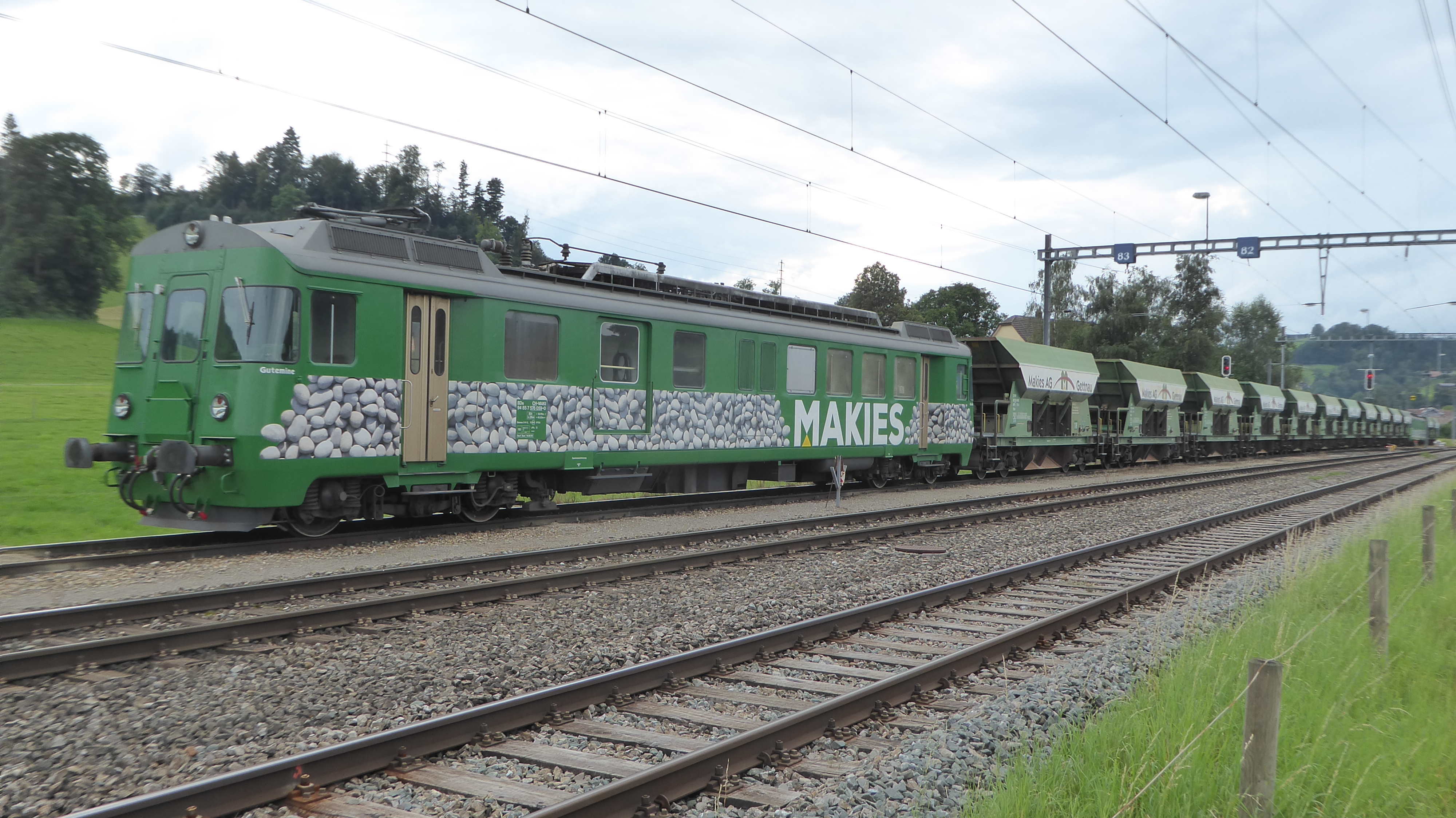
Kies-Wendezug von Makies mit je einem BDe 4/4 an der Zugspitze und am Zugschluss bei Gettnau

Wendezüge sind im Güterverkehr eher selten. In de Schweiz wurde jedoch ein Cargo-Pendelzug eingesetzt, der aus einer Elektrolokomotive, Containertragwagen und einem Endwagen, mit Dieselantrieb bestand, um Rangierfahrten auf nicht elektrifizierten Gleisen zu ermöglichen.
Für den Bau der Autobahn A12 im Kanton Freiburg in der Schweiz mussten 1974 bis 1980 große Mengen Kies aus der Kiesgrube Grandvillard zum Werkplatz Vuadens transportiert werden. Dafür beschaffte die ehemalige GFM zwei Kiespendelzüge, die aus den BDe 4/4 141–142 und jeweils fünf Kieswagen bestanden, wobei einer der Wagen einem Führerstand ausgestattet war. Diese wurden als Fadt 751–752 und Fad 753–760 bezeichnet; der Führerstand wurde 1981 ausgebaut.
Die Rhätische Bahn setzte beim Bau des Vereinatunnels einen Güterzug mit einem aus einem gedeckten Güterwagen umgebauten Befehlswagen ein, von dem aus der Zug indirekt geführt wurde, sodass der Triebfahrzeugführer in der Lokomotive verblieb.
Für die Wengernalpbahn wurden einige Güterwagen mit Führerständen ausgerüstet, da Güterwagen auf der Zahnstangenstrecke stets geschoben werden müssen. Die Bedienung der schiebenden Lokomotive kann jedoch auch mittels Funkfernsteuerung der He 2/2 31 und 32 von der Plattform eines Güterwagens aus erfolgen.

## Sicherheit

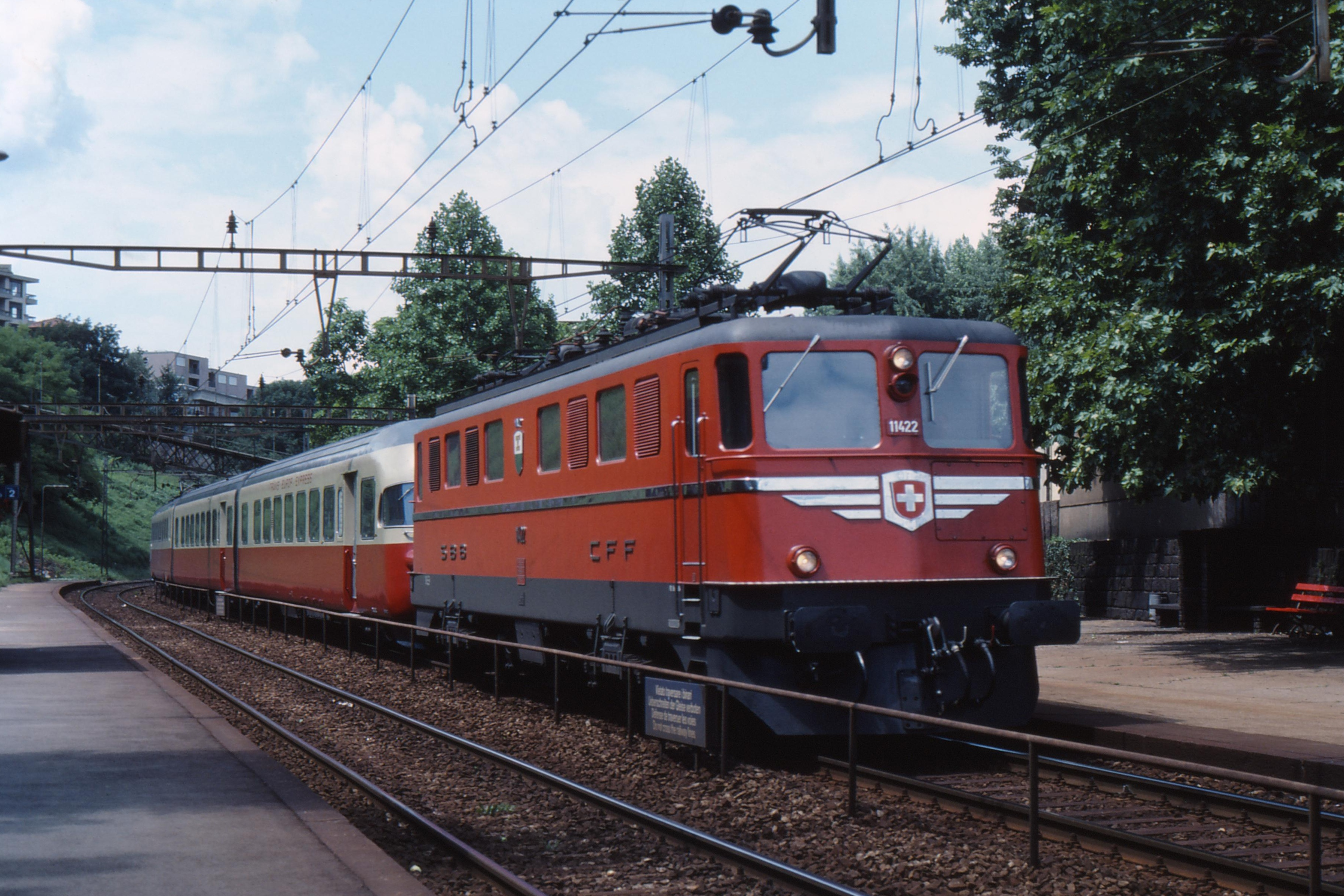
Bei Lawinengefahr spannten die SBB auf der Gotthard-Bergstrecke den Vierstrom-TEE-Triebzügen RAe oder den Pendolini jeweils eine Schutzlokomotive vor.
RAe TEE der SBB mit einer 120 Tonnen schweren Ae 6/6 als Vorspann.

Steuerwagen sind wesentlich leichter als Triebfahrzeuge und haben deshalb kleinere Radaufstandskräfte, was sie anfälliger für Entgleisungen macht. Eine schwere Lokomotive hat bessere Chancen, ein auf dem Gleis liegendes Hindernis wegzuschieben ohne zu entgleisen.
Im Flachland verlaufen solche Zwischenfälle meist glimpflich, da der Zug meistens an einer Böschung oder in einer Wiese zum Stehen kommt, wie Beispiele von Unfällen auf der Tösstalbahn oder der Broyelinie zeigen. Gebirgsbahnen verlaufen häufig entlang von Schluchten und steilen Abgründen. Bei einer Entgleisung besteht somit die akute Gefahr, dass der Zug abstürzt, was gravierende Folgen für Reisenden und das Bahnpersonal sowie erheblichen Sachschaden am Rollmaterial zur Folge haben kann. Aus Sicherheitsgründen führt deshalb die Matterhorn-Gotthard-Bahn im Winter ihre Züge über den Oberalppass mit einer Lokomotive an der Spitze, um zu verhindern, dass die Zugspitze auf einen allfälligen Lawinenkegel aufsteigt.
Bei geschobenen Wendezügen muss die Entgleisungsicherheit der Zwischenwagen gewährleistet sein, was durch die Beschränkung der Querbeschleunigung der Wagenkasten erfolgt. Hohe Wagenkastenquerbeschleunigungen treten besonders unter folgenden Bedingungen auf:
- Bogenradius unter 200 Meter, sowohl in Weichen als auch auf Strecken. Besonders kritisch sind S-Bögen bei Spurwechsel in Kombination mit Gleisverwindungen, wie sie auftreten, wenn der Spurwechsel in einem Bogen liegt
- Gleislagefehler im Bereich der Schienenstöße
- Durch hohe Geschwindigkeiten hervorgerufene freie Querbeschleunigungen[15]

Im August 2012 äußerte Siemens gegenüber den Österreichischen Bundesbahnen (ÖBB) Bedenken hinsichtlich der Sicherheit geschobener Railjet-Zügen auf der Semmering-Nordrampe. Siemens schloss Überschreitungen der Wagenkastenquerbeschleunigungen nicht aus und empfahl den ÖBB, die Railjet-Züge auf der Nordrampe zu ziehen, statt zu schieben. Die ÖBB entschied sich jedoch gegen die Umsetzung dieses Vorschlags, führte jedoch auf bestimmten Abschnitten der Semmering-Nordrampe Geschwindigkeitseinschränkungen ein.
Bei geschobenen Zügen muss die Schiebekraft des Triebfahrzeugs über die Puffer auf den Zug übertragen werden. Voraussetzung dafür sind ausreichend dimensionierte Stoßbalken an den Wagenenden sowie gut geschmierte und geeignete Puffer mit genügend breiten Puffertellern, die auch bei der Fahrt durch enge S-Bögen nicht zu einer Überpufferung und allenfalls zu einer Entgleisung führen. Lange Wagen mit einem kurzen Drehzapfenabstand haben einen größeren Plattformüberhang und dadurch größere seitliche Auslenkungen. Die Ertüchtigung solcher Wagen wie der ÖBB-Reihe 20-75 oder den Einheitswagen IV der SBB für den Wendezugbetrieb erforderte einen hohen Aufwand.
Steife Mittelpufferkupplungen sind durch die Anlenkung der Kupplungsschäfte näher an den Drehzapfen der Drehgestelle für die Laufsicherheit von geschobenen Wagenzügen deutlich günstiger, doch konnten sie sich im europäischen Raum bei Wagen für den Wendezugdienst nicht durchsetzen. Etwas verbreiteter sind kinematisch identisch wirkende Steifkupplungen, beispielsweise bei den von Triebzügen abgeleiteten Škoda-Doppelstockwendezügen. Sie sind jedoch nur in Werkstätten trenn- und kuppelbar und damit betrieblich deutlich unflexibler.

## Unfälle mit Steuerwagen an der Zugspitze

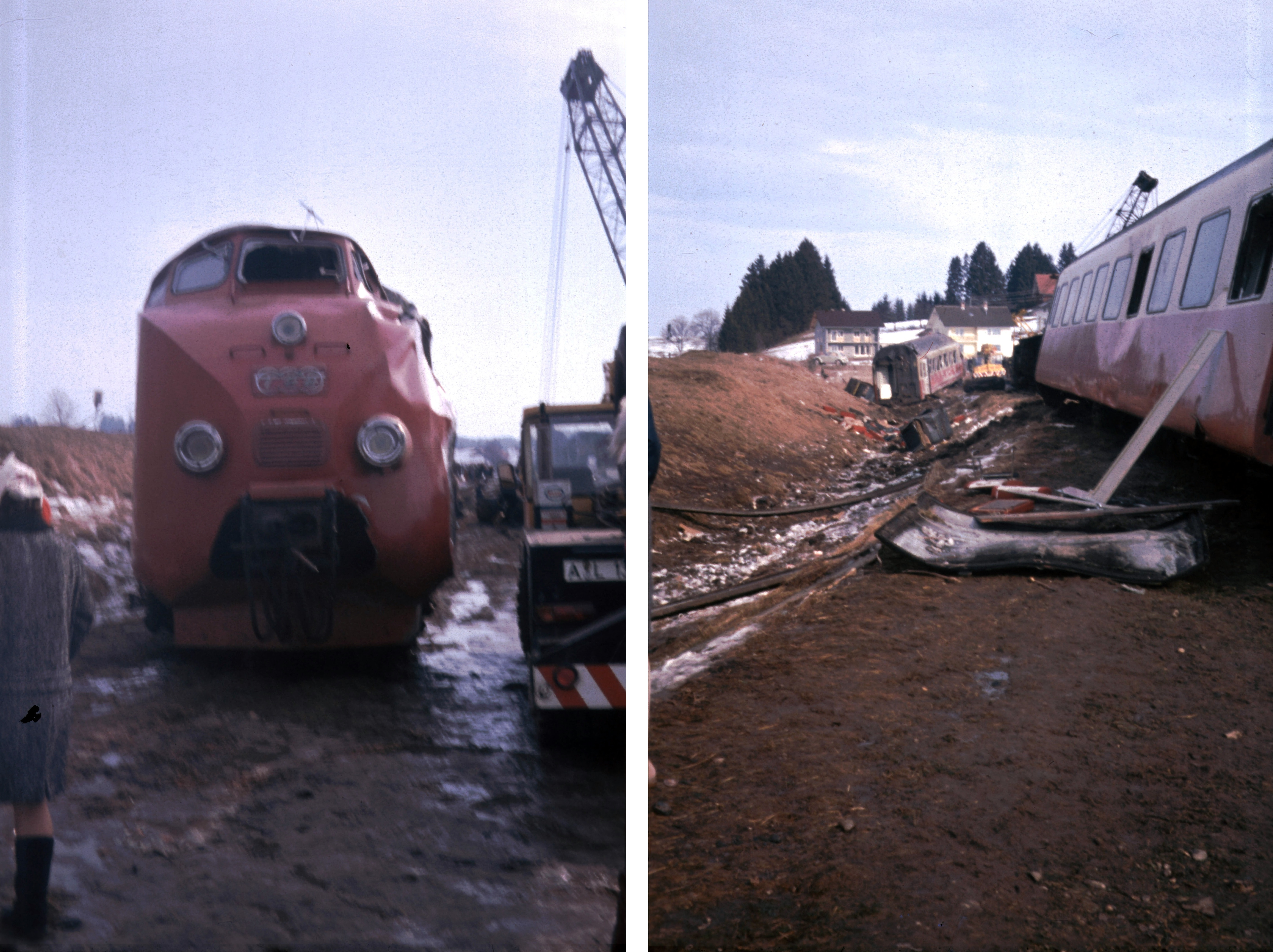
In Bayern entgleiste beim Eisenbahnunfall von Aitrang am 9. Februar 1971 der TEE „Bavaria“ wegen überhöhter Geschwindigkeit. 28 Menschen kamen ums Leben.

Gleich zweimal waren in Frankreich die Vierstrom-TEE-Triebzüge der SBB in schwere Unfälle verwickelt. Am 5. Oktober 1962 kollidierte bei Montbard ein TEE Cisalpin mit 140 km/h mit einem auf dem Gegengleis verunglückten und ins Profil ragenden Kesselwagen, kippte um und rammte dann noch ein steinernes Wärterhaus. Der Unfall forderte zehn Tote. Der beim Unfall beschädigte Steuerwagen wurde durch ein neues Fahrzeug ersetzt.
Am 26. Juni 1964 fuhr der TEE Cisalpin auf einem Bahnübergang zwischen Vaux-et-Chantegrue und Labergement-Sainte-Marie in einen Lastwagen, wobei drei Todesopfer zu beklagen waren.
In Schottland erfasste der Steuerwagen eines Schnellzugs am 30. Juli 1984 bei Polmont mit ungefähr 137 km/h eine Kuh. Der Kadaver des Tiers hob den Steuerwagen vom Gleis. Alle sechs Wagen und die schiebende Lokomotive der Class 47 entgleisten, 13 Menschen wurden getötet. Der Unfall führte in Großbritannien zu einer Debatte über die Sicherheit von Wendezügen.
In England kollidierte am 28. Februar 2001 bei Selby der Intercity 225 mit einem Land Rover Defender und einem beladenen Anhänger, die von der Autobahn M62 abkamen und auf der Bahntrasse zum Stillstand kamen. Dabei entgleiste der Steuerwagen und geriet in das Profil des Gegengleises, wo ein Kohlezug nahte. Der Güterzug zerstörte den Steuerwagen an der Zugspitze, der zum Zeitpunkt der Frontalkollision noch eine Geschwindigkeit von geschätzt 142 km/h hatte, nahezu vollständig. Der Unfall forderte zehn Menschenleben.
Im Regionalverkehr und bei Schmalspurbahnen fordern die Unfälle wegen den geringeren Geschwindigkeiten meist weniger Opfer:
- Beim Frontalzusammenstoss am 1. September 1984 im Wallis mit sechs Todesopfern war ein Steuerwagen der Chemin de fer Martigny–Orsières beteiligt.

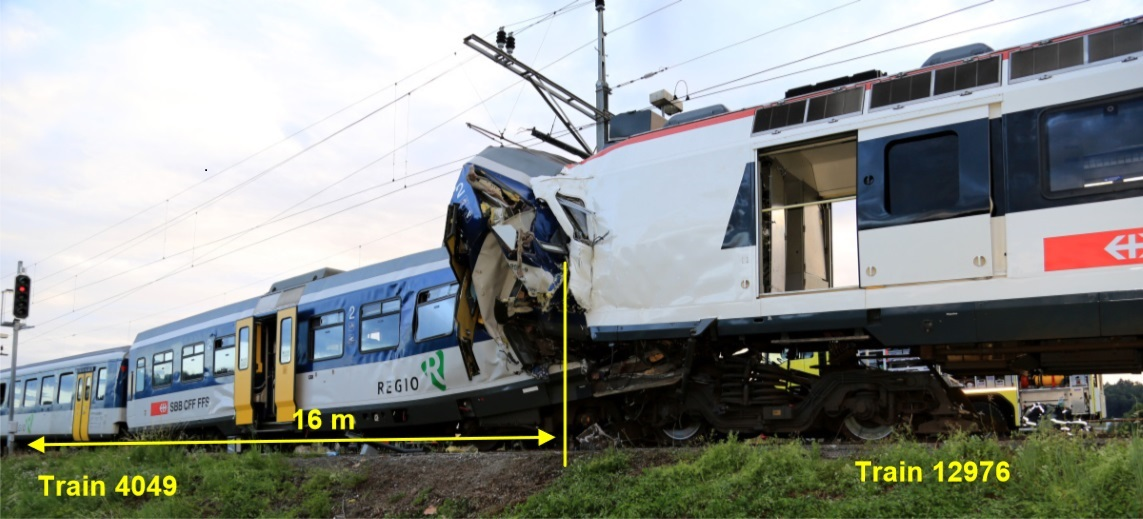
Am 29. Juli 2013 wurde in der Westschweiz beim Eisenbahnunfall von Granges-Marnand der NPZ-Steuerwagen um einen Drittel zusammengestaucht.
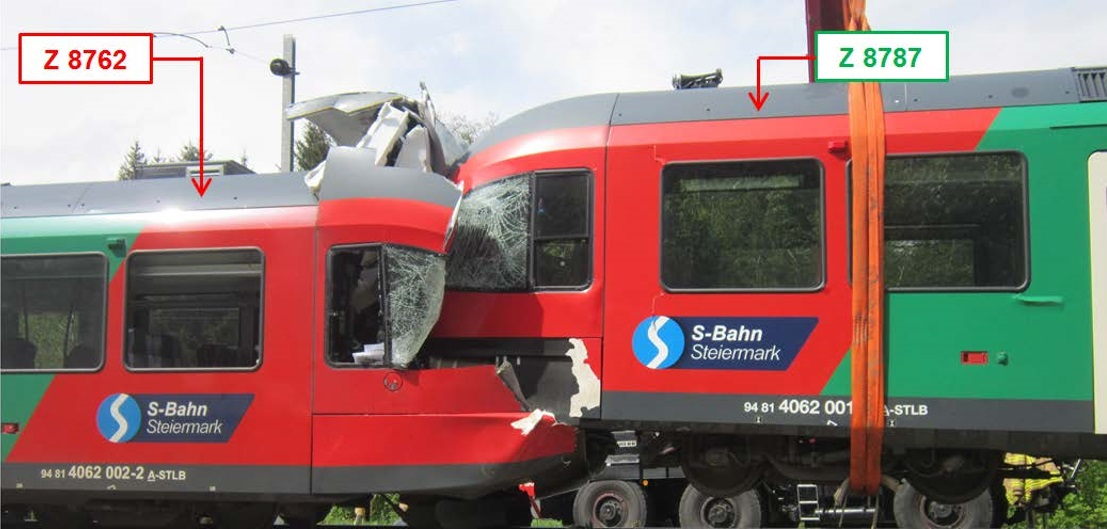
Die Fahrgasträume der GTW-Steuerwagen[Anm. 1] hielten der Frontalkollision am 6. Mai 2015 bei den Steiermärkischen Landesbahnen stand.
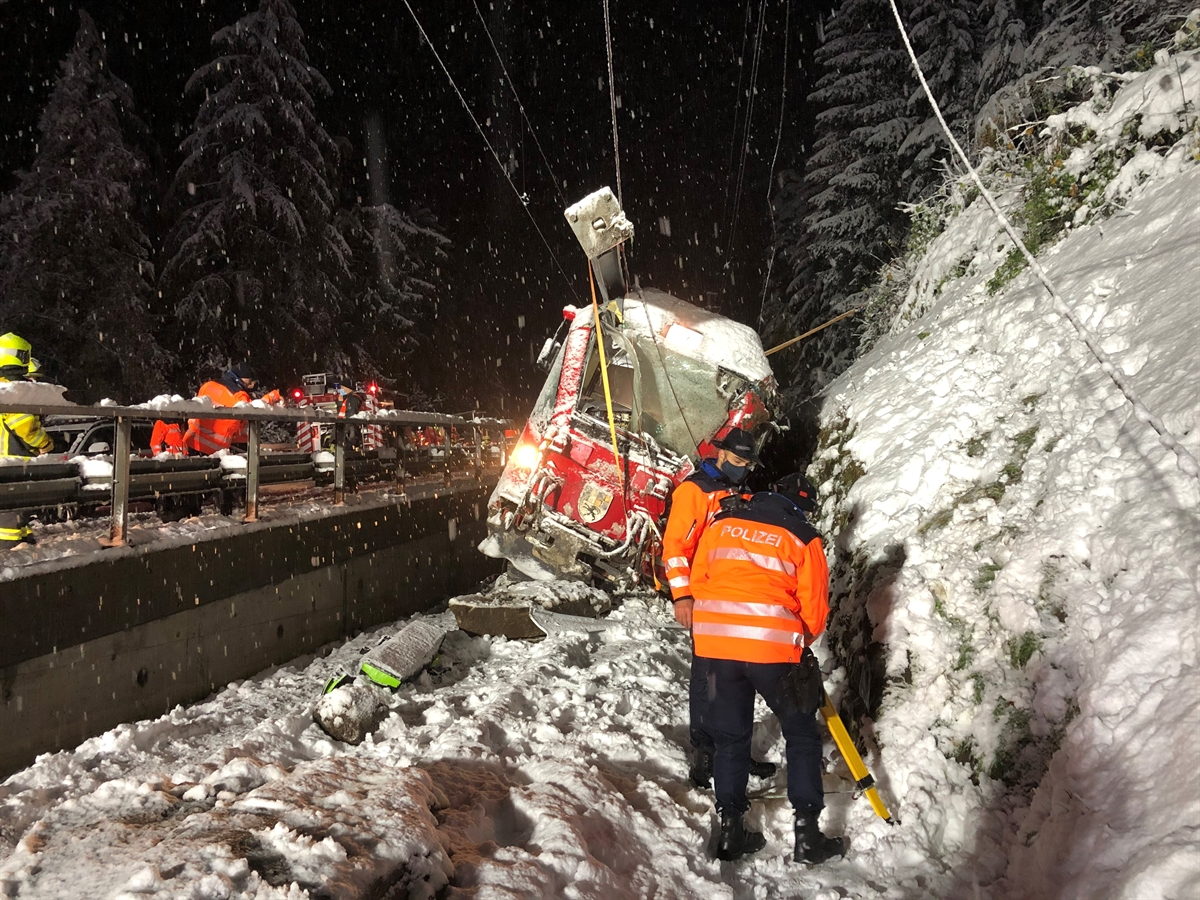
Bei der Kollision am 26. Oktober 2020 eines Zuges der Rhätischen Bahn mit mehreren Felsblöcken entgleisten der führende Steuerwagen und zwei nachfolgende Personenwagen.

## Alternativen

### Triebzüge
Eine Alternative zu lokomotivbespannten Wendezügen sind Triebzüge, bei denen der Antrieb auf mehrere Wagen verteilt wird. Die technische Entwicklung verringerte den Platzbedarf für die Antriebsausrüstung so stark, dass sie vollständig ober- und unterhalb der Fahrgasträume untergebracht werden kann. Auf Lokomotiven oder Triebköpfe kann verzichtet werden, was bei gleicher Zuglänge die Kapazität erhöht.

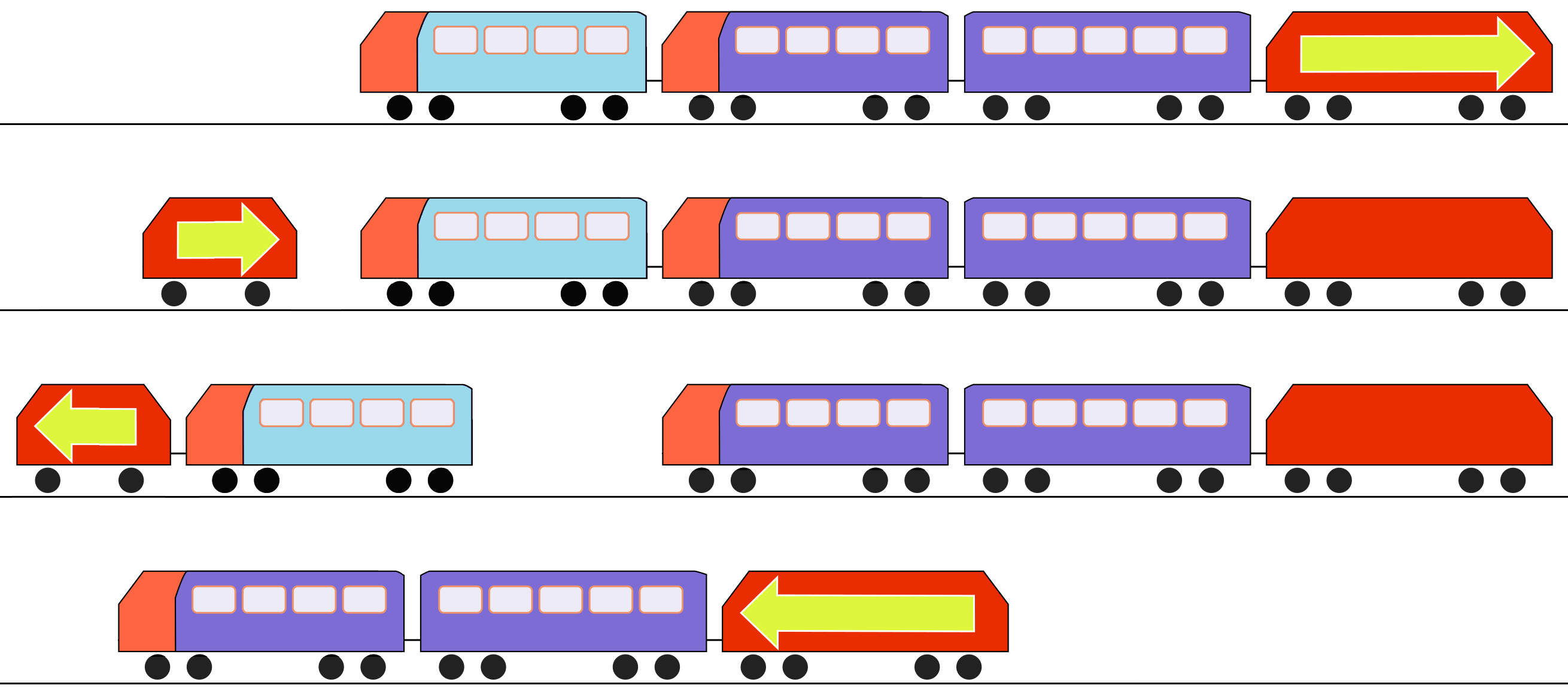
Schwächen eines Wendezugs mit Modul:
1. Einfahrt des Wendezuges
2. Anfahren der Rangierlokomotive
3. Abziehen des Verstärkungsmoduls
4. Ausfahrt des geschwächten Wendezuges

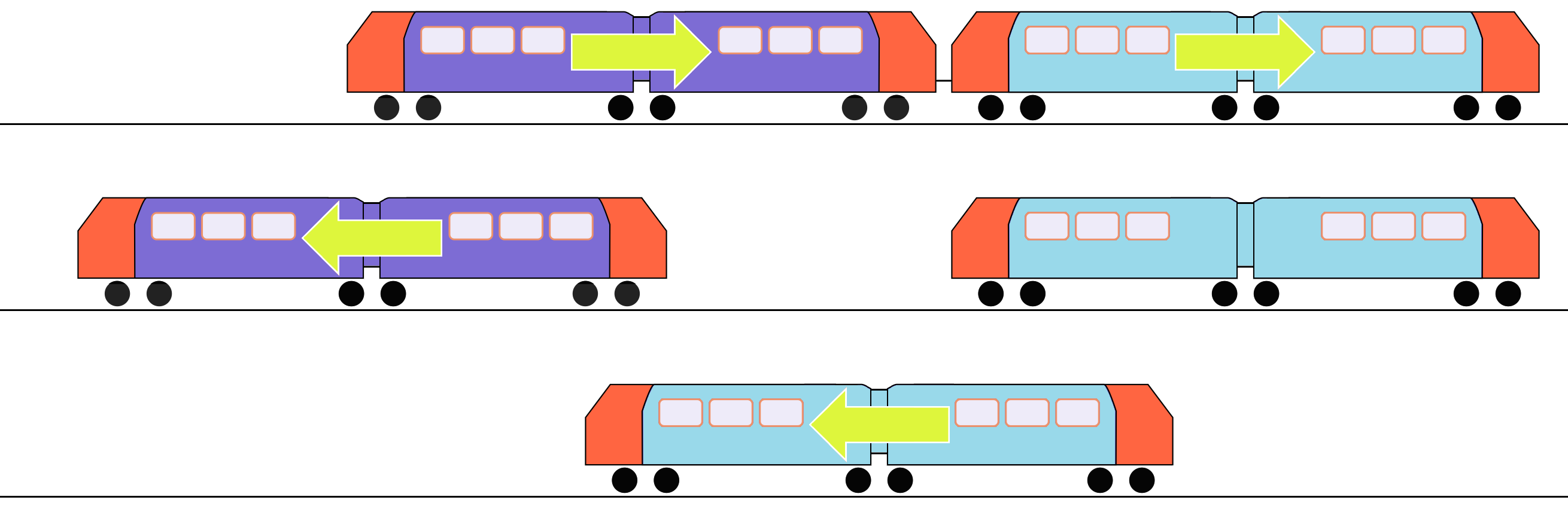
Schwächen eines Triebzugs:
1. Einfahrt des Zuges in Doppeltraktion
2. Entkuppeln, Ausfahrt des geschwächten Triebzugs
3. Wegstellen des zweiten Zugteils

Zudem ist das Reibungsgewicht solcher Triebzüge oft größer als bei lokbespannten Zügen, was eine größere Zugkraft und dadurch eine starke Beschleunigung ermöglicht. So sind attraktivere Fahrzeiten möglich oder es steht mehr Fahrgastwechselzeit in den Bahnhöfen zur Verfügung.

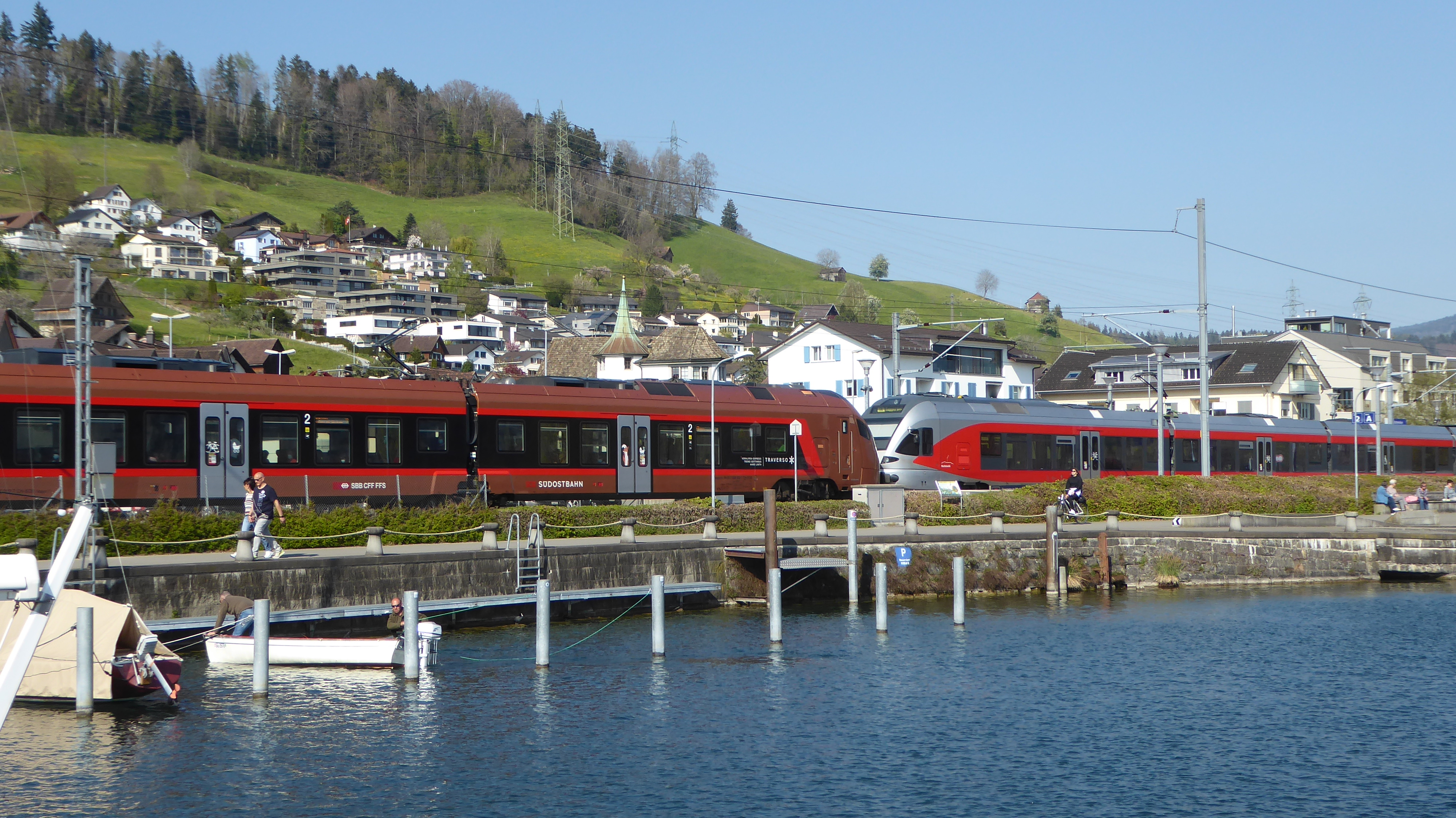
Der kupferfarbene Traverso des Voralpen-Express ist mit einem silbernen vierteiligen Flirt verstärkt. Das entspricht der Nachfrage besser als eine Doppeltraktion zweier achtteiliger Traverso. Der Flirt verkehrt nur auf dem Teilabschnitt von St. Gallen nach Rapperswil; dort wird er abgekuppelt und der Traverso fährt alleine weiter nach Luzern.

Die einzelnen Bahnbetreiber wählen unterschiedliche Fahrzeugkonzepte, um die Anforderungen eines wirtschaftlichen und kundengerechten Regional- und Fernverkehrs zu erfüllen. Im Fernverkehr ohne Reservationspflicht ist eine Nachfragesteuerung nur beschränkt umsetzbar, was zu einer unterschiedlichen Auslastung der Züge führt. Um die Züge der Nachfrage anzupassen, verkehren sie während den Hauptverkehrszeiten in Mehrfachtraktion oder werden mit zusätzlichen Reisezugwagen ergänzt. Der bei Triebzügen geringere Zeitbedarf für das Kuppeln, Trennen und die Bremsprobe verringert die Dauer der Gleisbelegung und die Fahrstraßenbelegung in den Bahnhöfen. Auch benötigen Triebzüge im Gegensatz zu nicht angetriebenen Wagengruppen keine Rangierlokomotiven und kein Rangierpersonal.
Bei den meisten Eisenbahnunternehmen in Europa haben sich im Nah- und Regionalverkehr Triebzüge bereits weitgehend durchgesetzt. Ab 2040 sind beispielsweise bei den Schweizerischen Bundesbahnen auch im Fernverkehr keine lokomotivbespannten Züge mehr vorgesehen.

### Wendeschleifen und -dreiecke
Um ein Umfahren des Triebfahrzeuges an Endbahnhöfen zu umgehen, ist die Anlage einer Wendeschleife möglich. Diese wird vor allem bei Straßenbahnen angewendet, wobei oft Einrichtungsfahrzeuge verwendet werden, die nur auf einer Seite Türen haben.
Gerade in Amerika sind auch Wendedreiecke üblich, womit der gesamte Zug gedreht wird. So kann die Wagenreihenfolge ab der Spitze beibehalten werden und der letzte Wagen bleibt am Schluss des Zuges.